# 1/50
1/50（50分の1、ごじゅうぶんのいち）は、有理数のうち 0 と 1 の間にある数であり、50 の逆数である。

## 数学的性質
- 1 ÷ 50 に等しい。
- 1/50 = 0.02

## その他1/50に関すること
- 地方自治法第74条によると、選挙権を有する者は、政令の定めるところにより、その総数の50分の1以上の者の連署をもって、その代表者から、普通地方公共団体の長に対し、条例（地方税の賦課徴収並びに分担金、使用料及び手数料の徴収に関するものを除く）の制定又は改廃の請求をすることができることが定められている（直接請求）。
- 地方自治法第75条によると、選挙権を有する者は、政令で定めるところにより、その総数の50分の1以上の者の連署をもつて、その代表者から、普通地方公共団体の監査委員に対し、当該普通地方公共団体の事務の執行に関し、監査の請求をすることができることが定められている（直接請求）。
- プラモデルなどに使用される縮尺の一つに「1/50スケール」がある。